# Дев'ята династія єгипетських фараонів
IX (Гераклеопольська) династія (Царський дім Хеті) — династія царів Стародавнього Єгипту епохи  Першого перехідного періоду, що утворилася з роду номархів  XX верхньоєгипетського нома (септа) з центром в  Гераклеополі. Власне це не одна династія, а дві, тому що згідно з Манефоном, гераклеопольське правління ділиться на дві династії — IX і  X. Хронологічні рамки Гераклеопольського правління умовно визначають з початку XXII ст. до н. е. (бл. 2192 до н. е.) до середини XXI ст. до н. е. Згідно з дослідженням Юргена фон Бекерата, гераклеопольська династія прийшла до влади між 2170 і 2120 роками до н. е. і закінчила своє правління близько 2020 до н. е.

## Історія
Основним джерелом даних з історії гераклеопольської династії є Манефон. Однак його праці дійшли до нас в витягах з робіт більш пізніх істориків, які часом не узгоджуються між собою. Згідно з  Євсевієм Кесарійським, IX і Х гераклеопольські династії правили в цілому 285 років (IX династія — 100 років, X династія — 185). Однак згідно з витягами  Секста Юлія Африкана обидві династії правили в цілому всього 185 років. Це число підтверджується останніми археологічними даними і загалом прийнято в даний час більшістю єгиптологів (зокрема, фон Бекерат відводить гераклеополітам у своїй хронології не більше 150-ти років). Вважається, що правління гераклеопольської династії офіційно закінчилося на 39-му році правління засновника  XI династії  Ментухотепа II.
Обставини, при яких припинила своє існування Мемфіська монархія, вивчені не дуже добре. Під кінець  III тисячоліття до н. е. в Середземномор'ї і  Близькому Сході відбувається глобальне потепління і посуха, які вплинули і на Єгипет. В результаті з XXIV століття до н. е. почало відбуватися зменшення стоку і зниження розливів Нілу, в результаті чого зменшився простір родючих земель, що призвело до погіршення економічної обстановки в державі. При цьому поступово відбувалося зростання незалежності правителів староєгипетських номів. Під час правління  VI династії посади правителів номів опиняються зосереджені в окремих родах. Зубожіле населення в першу чергу залежало від правителів номів. Казна збідніла, а центральний уряд, який розташовувався в Мемфісі, не міг протистояти сепаратизму номархів, оскільки там відбувалася боротьба різних угруповань, пов'язаних спорідненістю, за вплив на фараона. Підсумком стало повстання проти фараона  VIII династії, описане в папірусі, відомому як «Вислів Іпувера».
Родоначальником IX династії був номарх  XX нома (Гераклеопольського)  Хеті I Мерібра (у Манефона він названий Ахтой I). За Манефоном він скинув фараона, який правив у  Мемфісі з VIII династії, ставши фараоном. Згідно з Юргеном фон Бекератом, сталося це близько 2192/2120 року до н. е.. Хоча представники VIII династії ще близько століття пред'являли права на престол, вся влада була зосереджена в  Гераклеополі, столиці Єгипту при IX династії. Манефон писав, що Хеті I об'єднав під своєю владою весь Єгипет. За його словами, Хеті I «заподіяв багато зла всім жителям Єгипту, був охоплений божевіллям і убитий крокодилом».
Найближчі наступники Хеті I намагалися зміцнити свою владу, однак на півдні набирали силу номархи  Фів, яких відносять до  XI династії. Представники цієї династії спочатку визнавали владу гераклеопольського фараона, але в майбутньому самі стали боротися за гегемонію в Єгипті. 5-й або 6-й фараон династії, Хеті III, який був сином фараона Неферкара VII, зміг відновити контроль над більшою частиною Дельти. Він переніс столицю з Гераклеополя в  Мемфіс. Його царювання стало часом найвищої могутності династії. Його умовно вважають засновником  X династії.

## Список фараонів IX династії
Манефон стверджує, що протягом 185 років правили 19 гераклеопольських царів. Сучасна єгиптологія виходить з того, що всіх гераклеопольських царів було також 19 (або 18). Євсевій Кесарійський, посилаючись на Манефона, стверджує, що в IX династії було 4 фараона, що правили 100 років. В  Туринському царському списку в обох гераклеопольських династіях записано 18 фараонів, однак імена більшості з них не збереглися.
Між Неферкарою і фараоном, ім'я якого починається на Сенен-, в Туринському списку показаний ще один фараон з ім'ям Хеті. За версією А. Е. Дімідчіка, тут помилка переписувача, а ім'я Хеті — це особисте ім'я фараона Неферкари, перенесене на інший рядок.